# Kotochalia
Kotochalia is een geslacht van vlinders van de familie van de zakjesdragers (Psychidae). De wetenschappelijke naam van dit geslacht is voor het eerst voorgesteld door Jinhaku Sonan in een publicatie uit 1935.
Dit geslacht is monotypisch, dat wil zeggen dat het maar één soort heeft namelijk Kotochalia shirakii Sonan, 1935, die in Taiwan voorkomt.